# Родзевич, Константин Болеславович
Константи́н Болесла́вович Родзе́вич (2 октября 1895, Санкт-Петербург — март 1988, Париж) — русский переводчик, скульптор по дереву и художник; юрист по образованию, сын высокопоставленного военнослужащего императорской армии России, в эмиграции агент НКВД, близкий друг С. Эфрона. Герой поэм М. Цветаевой «Поэма Горы» и «Поэма Конца».

## Биография

### Ранние годы
Константин Родзевич родился в семье военного врача. Его рост был небольшим (165 см). Отец — Болеслав Родзевич, поляк по происхождению — был начальником санитарной службы Русской императорской армии, имел чин генерала. В начале Первой мировой войны Болеслав Родзевич руководил санитарной службой Юго-Западного фронта, которым в то время командовал легендарный генерал Брусилов, впоследствии — инспектор кавалерии РККА.
В 1913 году Константин Родзевич окончил гимназию в Люблине. Продолжил образование, изучая математику, а затем — право, в университетах Варшавы, Киева и Петрограда. В 1917 году был мичманом на Черноморском флоте.
Принял участие в Гражданской войне в России на стороне красных, затем, по официальной версии, попал в плен к белым и эмигрировал вместе с ними. Вот как описывает этот эпизод Ольга Ивинская:
Константин командовал большевистской флотилией, действовавшей в южной части Днепра, а затем попал в плен к белым и был приговорён к смерти, но генерал Слащев (…) отменил приговор и предложил Константину сотрудничать. Тот согласился, и немедленно был заочно приговорён к смерти большевиками. Но через несколько лет этот приговор, в свою очередь, отменили.

### В эмиграции
После поражения белых Родзевич вместе с другими молодыми белыми офицерами попадает в Прагу, где получает стипендию чехословацкого правительства, позволившую ему вновь стать студентом — он изучает право в Карловом университете, который и окончил — Родзевич становится лиценциатом права. В этот период Родзевич сблизился с Сергеем Эфроном и стал его другом. Там же, в Праге, в 1923 году происходит роман с поэтессой Мариной Цветаевой, однако женится он на другой. Активно сотрудничал с просоветскими организациями.
В 1925—1926 годах Родзевич живёт в Риге (Латвия).
В конце 1926 года Родзевич уже в Париже, где возобновляет отношения с Сергеем Эфроном и его женой Мариной Цветаевой. Он поселяется в том же доме, где живут Цветаева, Эфрон и их дети. В Париже Родзевич продолжает своё юридическое образование в Сорбонне, намереваясь стать доктором права. Под именем Луи Корде был активным участником левых французских партий.
С 1936 года Константин Родзевич участвовал в Гражданской войне в Испании под именем Луиса Кордеса, где в качестве военного специалиста участвовал в организации «Интернациональных бригад», по официальной версии был командиром батальона подрывников, однако в действительности был агентом НКВД. По окончании Гражданской войны в Испании вернулся во Францию.
Во время Второй мировой войны находился во Франции, где стал активным участником антифашистского Сопротивления.
В 1943 году был арестован немецкими оккупационными властями и отправлен в концлагерь Заксенхаузен. В лагере Родзевич, в совершенстве владевший немецким, был назначен переводчиком группы молодых заключённых-французов, работавших на целлюлозном заводе треста «ИГ Фарбен».
В 1945 году был освобождён советскими войсками, но в СССР не вернулся, а по указанию разведки остался жить во Франции.
После войны Родзевич длительный период находится на излечении в туберкулёзных санаториях, преимущественно в Швейцарии. Существует версия, что Константин Родзевич — агент НКВД, а впоследствии — и советской разведки.
Умер в глубокой старости в белогвардейском Русском доме престарелых под Парижем в начале марта 1988 года.

## Семья
Первой женой Константина Родзевича была Мария Сергеевна Булгакова — дочь религиозного философа Сергея Николаевича Булгакова. Они поженились в Праге в июне 1926 года.
Также, по мнению людей, близко знавших Родзевича, в частности, К. Хенкина и Д. Сеземана, многие считали Константина Родзевича отцом Мура (Георгия) — сына Марины Цветаевой.
Состоял в близких отношениях с Верой Александровной Гучковой, дочерью Александра Ивановича Гучкова. Под его влиянием она стала агентом ОГПУ.

## Киновоплощения
- Алексей Серебряков в художественном сериале «Очарование зла», 2006 год.
- Виктор Добронравов в художественном фильме «Зеркала», 2013 год.